# مالكوم جينينغز روجرز
مالكوم جينينغز روجرز (بالإنجليزية: Malcolm Jennings Rogers)‏ هو عالم إنسان أمريكي، ولد في 1890، وتوفي في 1960.